# Reschima Arawit Me’uchedet
Die Reschima ʿAravit Meʾuchedet (arabisch ألقائمة العربية الموحدة, DMG al-Qāʾima al-ʿArabīyya al-Muwaḥḥada, hebräisch רְשִׁימָה עֲרָבִית מְאֻחֶדֶת Rəschīmah ʿAravīt Məʾuchedet, deutsch ‚Vereinigte Arabische Liste‘, Plene: רשימה ערבית מאוחדת, Akronym Raʿam) war eine israelisch-arabische Partei, die vom 21. Januar 1974 bis zum 20. Juli 1981 bestand. 

## Geschichte
Nach den Wahlen am 31. Dezember 1973 beschlossen zwei Parteien, die Arabische Liste der Beduinen und Nomaden und die Partei Fortschritt und Entwicklung, sich zusammenzuschließen. Beide gründeten zusammen am 21. Januar 1974 die Partei Reschima ʿAravit Meʾuchedet. Diese hatte drei Sitze in der Knesset, Abgeordnete waren Hamad Abu Rabia, Dschabar Muʿaddī und Saif-al-Din al-Zaʿubi.
Bei den Wahlen am  17. Mai 1977 erhielt die Partei lediglich einen Sitz. Daraufhin einigten sich die drei Politiker, eine Rotation durchzuführen. Abu Rabia wurde jedoch am 12. Januar 1981 von den Söhnen Dschabar Muʿaddīs ermordet. Bei den Wahlen 1981 schaffte die Partei die 1,5 %-Sperrhürde nicht und gelangte nicht in die Knesset. Mit dieser Niederlage hörten die HaMaʿarach nahestehenden Satellitenlisten auf zu existieren.